# 200 mètres papillon féminin aux Jeux olympiques d'été de 2012
Navigation
Pékin 2008 Rio de Janeiro 2016
L'épreuve de 200 m papillon femmes des Jeux olympiques d'été de 2012 aura lieu le 31 juillet et le 1er août au London Aquatics Centre.

## Qualification
Pour participer à cette épreuve, les temps de qualification étaient de 2 min 08 s 95 pour le temps de qualification olympique (TQO) et de 2 min 13 s 46 pour le temps de sélection olympique (TSO) qui devaient être effectués entre le 1er mars 2011 et le 18 juin 2012. Un comité national olympique (CNO) pouvait inscrire 2 nageuses si elles faisaient le TQO et 1 nageuse si elle effectuait le TSO. Les CNO pouvaient inscrire des nageurs indépendamment du temps (1 nageur par sexe sur l'ensemble des épreuves) s'ils n'avaient pas de nageurs qui avaient réussi les temps de qualification nécessaires.

## Records
Avant cette compétition, les records dans cette discipline étaient les suivants :
| Record du monde  | 2 min 01 s 81 | Liu Zige (CHN) | 21 octobre 2009 | Jinan (Chine) | [ 2 ] |
| Record olympique | 2 min 04 s 18 | Liu Zige (CHN) | 14 août 2008    | Pékin (Chine) | [ 3 ] |

## Médaillés
| Or                 | Argent                | Bronze              |
| Jiao Liuyang (CHN) | Mireia Belmonte (ESP) | Natsumi Hoshi (JPN) |

## Résultats

### Finale (1eraoût au soir)
| Rang                                | Ligne | Nom                    | Nationalité     | Temps         | Notes |
| ----------------------------------- | ----- | ---------------------- | --------------- | ------------- | ----- |
| Médaille d'or, Jeux olympiques      | 5     | Jiao Liuyang           | Chine           | 2 min 04 s 06 | RO    |
| Médaille d'argent, Jeux olympiques  | 6     | Mireia Belmonte García | Espagne         | 2 min 05 s 25 | RN    |
| Médaille de bronze, Jeux olympiques | 3     | Natsumi Hoshi          | Japon           | 2 min 05 s 48 |       |
| 4                                   | 4     | Kathleen Hersey        | États-Unis      | 2 min 05 s 78 |       |
| 5                                   | 1     | Cammile Adams          | États-Unis      | 2 min 06 s 78 |       |
| 6                                   | 8     | Jemma Lowe             | Grande-Bretagne | 2 min 06 s 80 |       |
| 7                                   | 2     | Zsuzsanna Jakabos      | Hongrie         | 2 min 07 s 33 |       |
| 8                                   | 7     | Liu Zige               | Chine           | 2 min 07 s 77 |       |

### Demi-finales (31 juillet au soir)

#### Demi-finale 1
| Rang | Ligne | Nom                | Nationalité  | Temps         | Notes |
| ---- | ----- | ------------------ | ------------ | ------------- | ----- |
| 1    | 4     | Jiao Liuyang       | Chine        | 2 min 06 s 10 | Q     |
| 2    | 3     | Natsumi Hoshi      | Japon        | 2 min 06 s 37 | Q     |
| 3    | 6     | Cammile Adams      | États-Unis   | 2 min 07 s 33 | Q     |
| 4    | 5     | Katinka Hosszú     | Hongrie      | 2 min 07 s 69 |       |
| 5    | 1     | Anja Klinar        | Slovénie     | 2 min 07 s 84 |       |
| 6    | 7     | Jessicah Schipper  | Australie    | 2 min 08 s 21 |       |
| 7    | 2     | Hye Ra Choi        | Corée du Sud | 2 min 08 s 32 |       |
| 8    | 8     | Otylia Jędrzejczak | Pologne      | 2 min 13 s 09 |       |

#### Demi-finale 2
| Rang | Ligne | Nom                    | Nationalité     | Temps         | Notes |
| ---- | ----- | ---------------------- | --------------- | ------------- | ----- |
| 1    | 4     | Kathleen Hersey        | États-Unis      | 2 min 05 s 90 | Q     |
| 2    | 2     | Mireia Belmonte García | Espagne         | 2 min 06 s 62 | Q     |
| 3    | 3     | Zsuzsanna Jakabos      | Hongrie         | 2 min 06 s 82 | Q     |
| 4    | 7     | Liu Zige               | Chine           | 2 min 06 s 99 | Q     |
| 5    | 5     | Jemma Lowe             | Grande-Bretagne | 2 min 07 s 37 | Q     |
| 6    | 1     | Martina Granström      | Suède           | 2 min 07 s 83 |       |
| 7    | 8     | Audrey Lacroix         | Canada          | 2 min 08 s 00 |       |
| 8    | 6     | Judit Ignacio Sorribes | Espagne         | 2 min 08 s 96 |       |

### Séries (31 juillet le matin)
| Rang | Série | Ligne | Nom                    | Nationalité     | Temps         | Notes |
| ---- | ----- | ----- | ---------------------- | --------------- | ------------- | ----- |
| 1    | 4     | 6     | Kathleen Hersey        | États-Unis      | 2 min 06 s 41 | Q     |
| 2    | 3     | 4     | Jiao Liuyang           | Chine           | 2 min 07 s 15 | Q     |
| 3    | 4     | 5     | Jemma Lowe             | Grande-Bretagne | 2 min 07 s 64 | Q     |
| 4    | 3     | 6     | Katinka Hosszú         | Hongrie         | 2 min 07 s 75 | Q     |
| 5    | 4     | 3     | Zsuzsanna Jakabos      | Hongrie         | 2 min 07 s 79 | Q     |
| 6    | 2     | 4     | Natsumi Hoshi          | Japon           | 2 min 08 s 04 | Q     |
| 7    | 2     | 6     | Judit Ignacio Sorribes | Espagne         | 2 min 08 s 14 | Q     |
| 8    | 3     | 3     | Cammile Adams          | États-Unis      | 2 min 08 s 18 | Q     |
| 9    | 2     | 5     | Mireia Belmonte García | Espagne         | 2 min 08 s 19 | Q     |
| 10   | 2     | 7     | Choi Hye-Ra            | Corée du Sud    | 2 min 08 s 45 | Q     |
| 11   | 4     | 4     | Liu Zige               | Chine           | 2 min 08 s 72 | Q     |
| 12   | 2     | 3     | Jessicah Schipper      | Australie       | 2 min 08 s 74 | Q     |
| 13   | 3     | 2     | Martina Granström      | Suède           | 2 min 08 s 94 | Q     |
| 14   | 4     | 1     | Anja Klinar            | Slovénie        | 2 min 09 s 24 | Q     |
| 15   | 2     | 2     | Audrey Lacroix         | Canada          | 2 min 09 s 25 | Q     |
| 16   | 4     | 2     | Otylia Jędrzejczak     | Pologne         | 2 min 09 s 33 | Q     |
| 17   | 3     | 5     | Ellen Gandy            | Grande-Bretagne | 2 min 09 s 92 |       |
| 18   | 1     | 5     | Ingvild Snildal        | Norvège         | 2 min 10 s 99 |       |
| 19   | 4     | 7     | Katerine Savard        | Canada          | 2 min 11 s 05 |       |
| 20   | 3     | 7     | Samantha Hamill        | Australie       | 2 min 11 s 07 |       |
| 21   | 3     | 8     | Denisa Smolenova       | Slovaquie       | 2 min 11 s 10 |       |
| 22   | 1     | 3     | Andreina Pinto         | Venezuela       | 2 min 11 s 23 |       |
| 23   | 4     | 8     | Rita Medrano           | Mexique         | 2 min 11 s 42 |       |
| 24   | 1     | 4     | Sara Oliveira          | Portugal        | 2 min 11 s 54 |       |
| 25   | 2     | 1     | Martina van Berkel     | Suisse          | 2 min 12 s 25 |       |
| 26   | 3     | 1     | Joanna Melo            | Brésil          | 2 min 13 s 17 |       |
| 27   | 2     | 8     | Emilia Pikkarainen     | Finlande        | 2 min 13 s 81 |       |
| 28   | 1     | 6     | Cheng Wan-Jung         | Taipei chinois  | 2 min 14 s 29 |       |